# Igeltjärnen (Harmångers socken, Hälsingland, 686601-157870)
Igeltjärnen är en sjö i Nordanstigs kommun i Hälsingland och ingår i Gnarpsån-Harmångersåns kustområde.